# سیگان-جی (آتسوتا-کو، ناگویا)

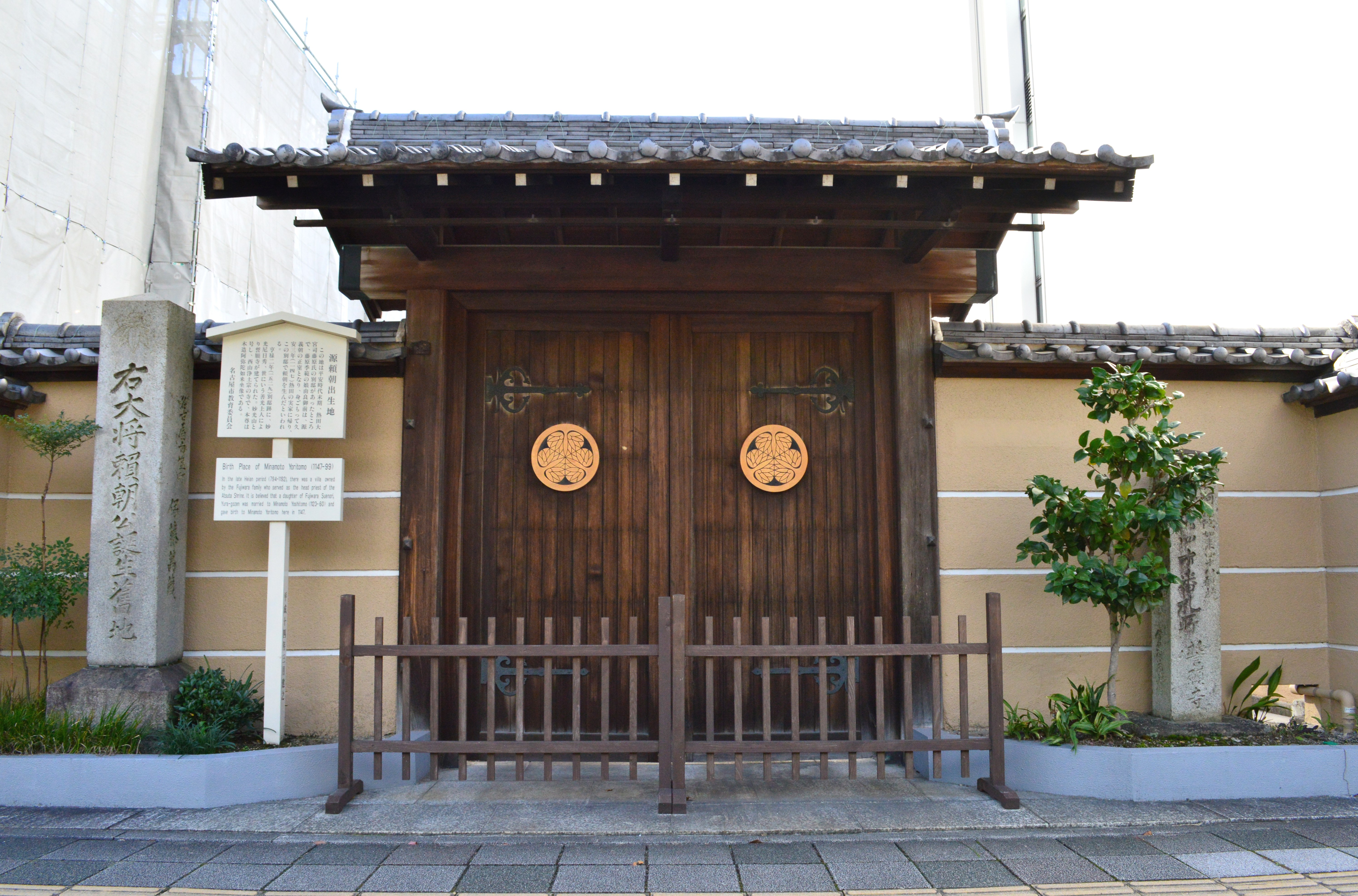
دروازه معبد سیگان

سیگان-جی (به ژاپنی: 誓願寺 Seigan-ji)، معبد بودایی واقع در آتسوتا-کو، ناگویا، در مرکز ژاپن است که در یکی از خیابان‌های اصلی شهر واقع شده است.

## تاریخ
در اواخر دوره هی‌آن (۷۹۴–۱۱۹۲) ویلایی متعلق به خاندان فوجیوارا در این محل وجود داشت. یکی از خاندان‌هایی که به‌عنوان رئیس راهبان معبد آتسوتا، یکی از مقدس‌ترین معبدهای ژاپن، خدمت می‌کرد. اعتقاد بر این است که یورا-گوزن، همچنین به نام یوراهیمه، دختر فوجیوارا نو سوئه‌نوری، با میناموتو نو یوشیتومو (۶۰–۱۱۲۳) ازدواج کرده و پسرشان میناموتو نو یوریتومو در سال ۱۱۴۷ در اینجا به دنیا آمد. او بعداً بنیانگذار و اولین شوگون از شوگون‌سالاری کاماکورا شد.
زمین ویلا بعداً اهدا شد و به معبد تبدیل شد و به یاد او تقدیم شد. بیشتر سازه‌ها در جریان بمباران ناگویا در جنگ جهانی دوم از بین رفتند.